# Suzanne Denglos-Fau
Suzanne Denglos-Fau, née le 17 mars 1922 à Asnières-sur-Seine et morte le 12 février 2002 à Nanterre, est une autrice française, également connue pour son implication dans la République de Montmartre dont elle a été présidente de 1994 à sa mort. Elle est inhumée au cimetière de Montmartre (division 21) avec son mari, l'artiste André Fau.

## Écrits
Elle a publié plusieurs recueils de poèmes sous divers pseudonymes.

## Hommages
- Officière de l'ordre national du Mérite (1996) [1]
- Chevalière de la Légion d'honneur (2000)[1]
- Depuis 2014, il existe une place Suzanne-Denglos-Fau à Paris[1].